# Petra Urban (Sängerin)
Petra Urban (* 8. März 1968) ist eine deutsche Opern-, Operetten- und Musicalsängerin (Mezzosopran).

## Leben
Nach ihrer stimmlichen und tänzerischen Ausbildung ist Petra Urban seit dem Jahr 1989 als Mezzosopran im Bereich Chor und Solo am Hessischen Staatstheater in Wiesbaden engagiert. Dort stand sie seitdem als Solistin in vielen Produktionen auf der Bühne, so in Leonard Bernsteins West Side Story, als Zeitel in Jerry Bocks Anatevka, in Der Prinz von Homburg, in Eine Nacht in Venedig von Johann Strauss, als La contessa di Ceprano in Giuseppe Verdis Rigoletto, als Lady Boxington in My Fair Lady und Im weißen Rößl von Ralph Benatzky.
Neben ihrer Tätigkeit am Theater ist Petra Urban auch als Sängerin auf Veranstaltungen tätig, wo sie mit vielseitigem Repertoire auch als Gospel-, Blues- und Jazz-Sängerin auftritt. Außerdem gibt die Sängerin Opernkonzerte und Liederabende sowie Themenabende über Franz Kafka und Richard Wagner.
Im Jahr 1996 erhielt Petra Urban vom Richard-Wagner-Verband ein Stipendium. Seit 2005 unterstützt Petra Urban die Stiftung Bärenherz als künstlerische Leiterin der Bärenherz-Gala.
Seit September 2016 ist sie als Annina in La Traviata am Hessischen Staatstheater Wiesbaden zu sehen.